# Messehallen station
Messehallen  station är en tunnelbanestation i Hamburg belägen vid Messehallen och Congress Center Hamburg på gränsen mellan de två stadsdelarna St. Pauli och Neustadt. Stationen trafikeras av tunnelbanans linje U2 och öppnade 1970 samt är rundformad vilket är vanligt i Londons tunnelbana. Vid norra entrén Karolinenstrasse ligger Congress Center Hamburg samt kända Karolinenviertel med huvudgatan Marktstrasse samt i söder en entré mot Planten un Blomen vid Sievekingplatz.

## Bilder

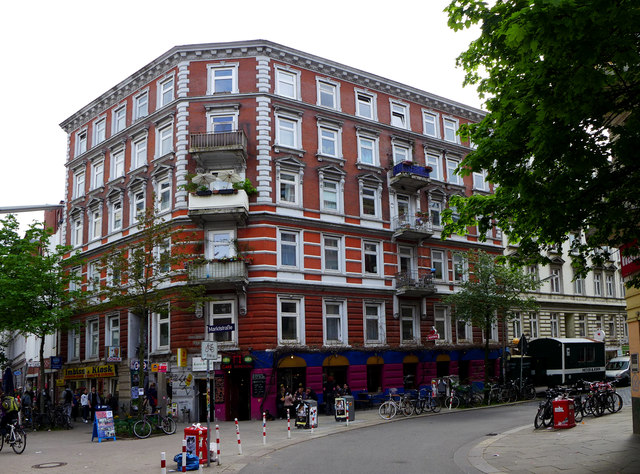
Karolinenviertel
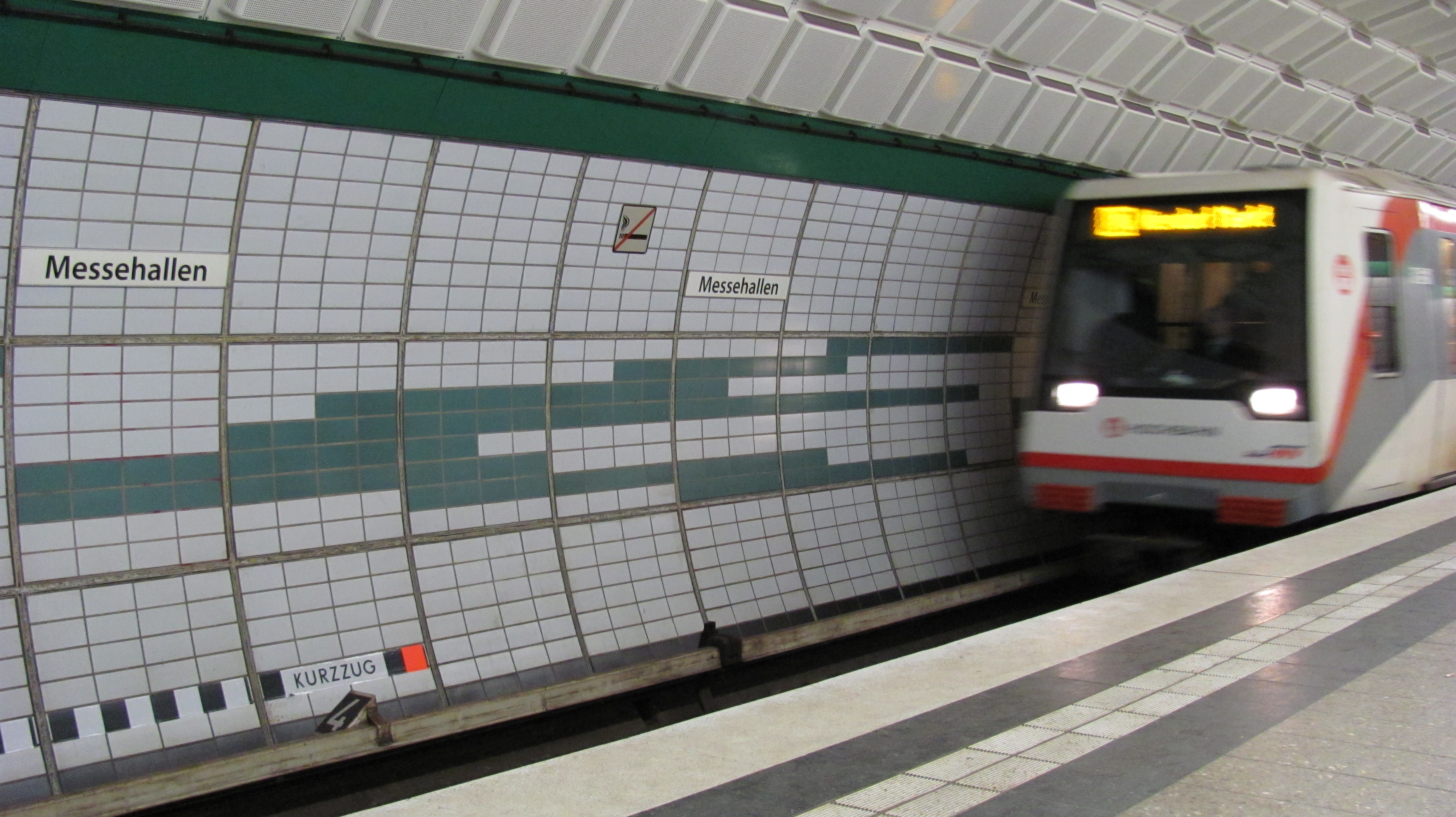
Perrongen på Messehallen.
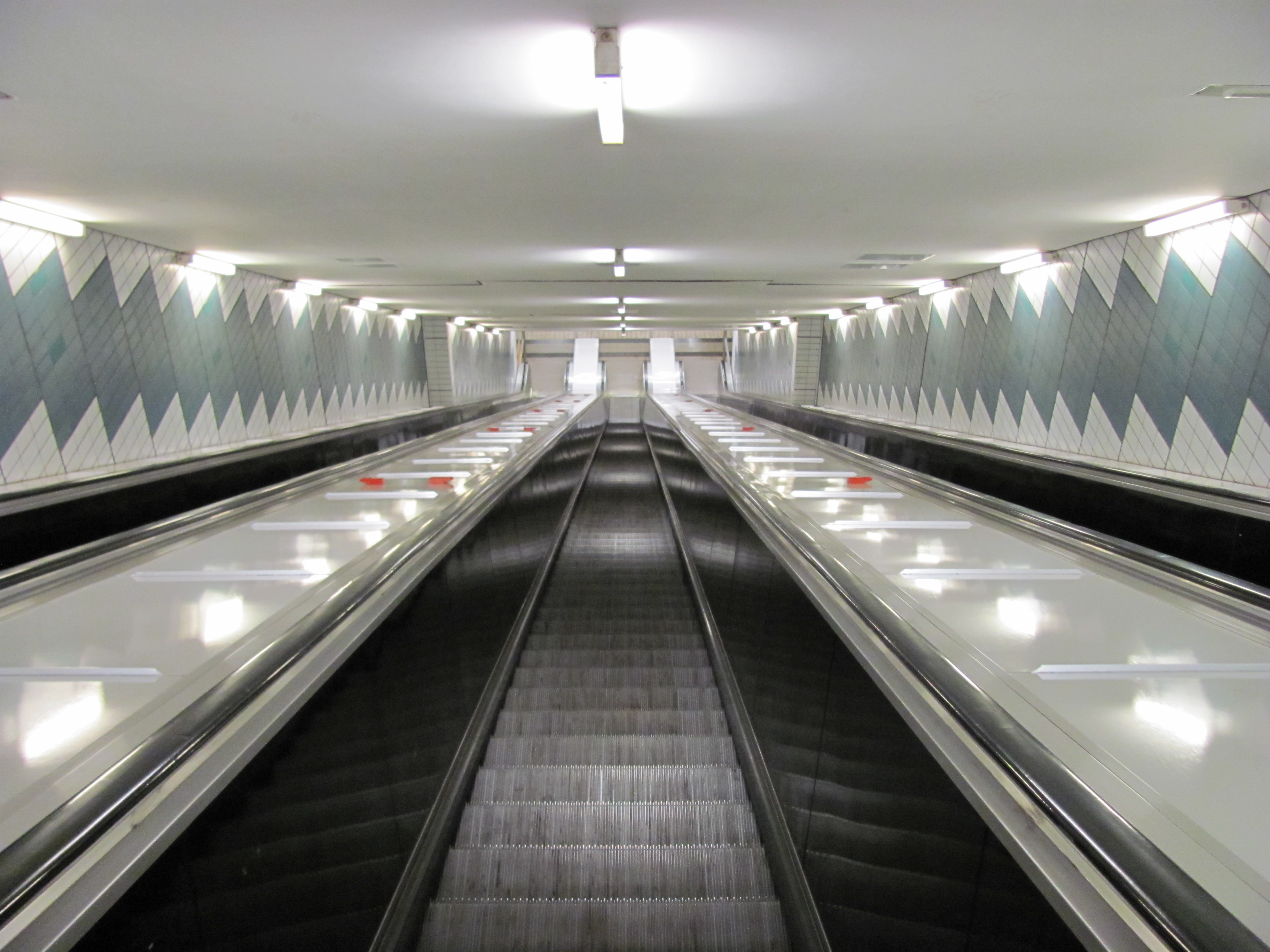
Rulltrappan.